# Oberzeitelwaidt
Oberzeitelwaidt (früher auch Zeidelwaid oder Zeitelwaidt genannt) ist ein Gemeindeteil des Marktes Bad Steben im Landkreis Hof (Oberfranken, Bayern). Oberzeitelwaidt liegt in der Gemarkung Thierbach.

## Geografie
Die Einöde liegt am Nordhang des Rumpelbühl (662 m ü. NHN). Ein Anliegerweg führt 400 Meter östlich zu einer Gemeindeverbindungsstraße, die nördlich nach Untere Zeitelwaidt bzw. südlich nach Bad Steben verläuft.

## Geschichte
Das Bestimmungswort des Ortsnamens verweist auf eine dort betriebene Zeidlerei.
Oberzeitelwaidt gehörte zur Realgemeinde Untersteben. Gegen Ende des 18. Jahrhunderts bestand Oberzeitelwaidt aus einem Anwesen. Die Hochgerichtsbarkeit sowie die Grundherrschaft über das Gütlein hatte das bayreuthische Kasten- und Richteramt Lichtenberg.
Von 1797 bis 1810 unterstand Oberzeitelwaidt dem Justiz- und Kammeramt Naila. Infolge des Ersten Gemeindeedikts wurde Oberzeitelwaidt dem 1812 gebildeten Steuerdistrikt Untersteben und der zugleich entstandenen die Ruralgemeinde Untersteben zugewiesen (ab 1898 Steben und ab 1925 Bad Steben genannt).

### Einwohnerentwicklung
| Jahr      | 001799 | 001819 | 001861 | 001871 | 001885 | 001900 | 001925 | 001950 | 001961 | 001970 | 001987 | 002013 |
| Einwohner | 4      | *18    | 9      | 11     | 5      | 10     | 3      | 7      | 3      | 7      | 3      | 2      |
| Häuser    | 1      |        |        |        | 1      | 1      | 1      | 1      | 1      |        | 1      |        |
| Quelle    | [ 11 ] | [ 1 ]  | [ 2 ]  | [ 12 ] | [ 13 ] | [ 14 ] | [ 15 ] | [ 16 ] | [ 17 ] | [ 18 ] | [ 19 ] |        |

## Religion
Oberzeitelwaidt ist evangelisch-lutherisch geprägt und bis heute nach St. Walburga (Untersteben) gepfarrt (seit 1910 ist die Lutherkirche (Bad Steben) die Hauptkirche).